# 萨尔 (意大利)
萨尔（法語：Sarre，發音：[saʁ] ⓘ；又译萨雷）是意大利瓦莱达奥斯塔大区的一个市镇。总面积28平方公里，人口4811人，人口密度171.8人/平方公里（2009年）。ISTAT代码为007066。